# Hernán Jiménez Fonseca
Hernán Jiménez Fonseca (San José, 3 de noviembre de 1942) es un arquitecto costarricense. 

## Biografía
Nacido en Costa Rica, Jiménez Fonseca se tituló de arquitecto por la Universidad Nacional Autónoma de México en 1970. Como la primera escuela de arquitectura en ese país se fundó al año siguiente, perteneció al grupo de arquitectos costarricenses formados en el exterior, incluyendo a Franz Beer, Edgar Brenes y Jorge Bertheau y la ingeniera Nora Brenes.
En 1976, ganó el concurso de diseño de la Sede del Colegio Federado de Ingenieros y Arquitectos de Costa Rica (CFIA) en San José. En 1990, fue parte de «Grupo Calicanto», junto a Nicolás Sánchez y Marcos Valverde, el grupo ganador del concurso nacional de diseño del Centro Nacional de Cultura (CENAC), organizado por el Ministerio de Cultura, Juventud y Deportes.

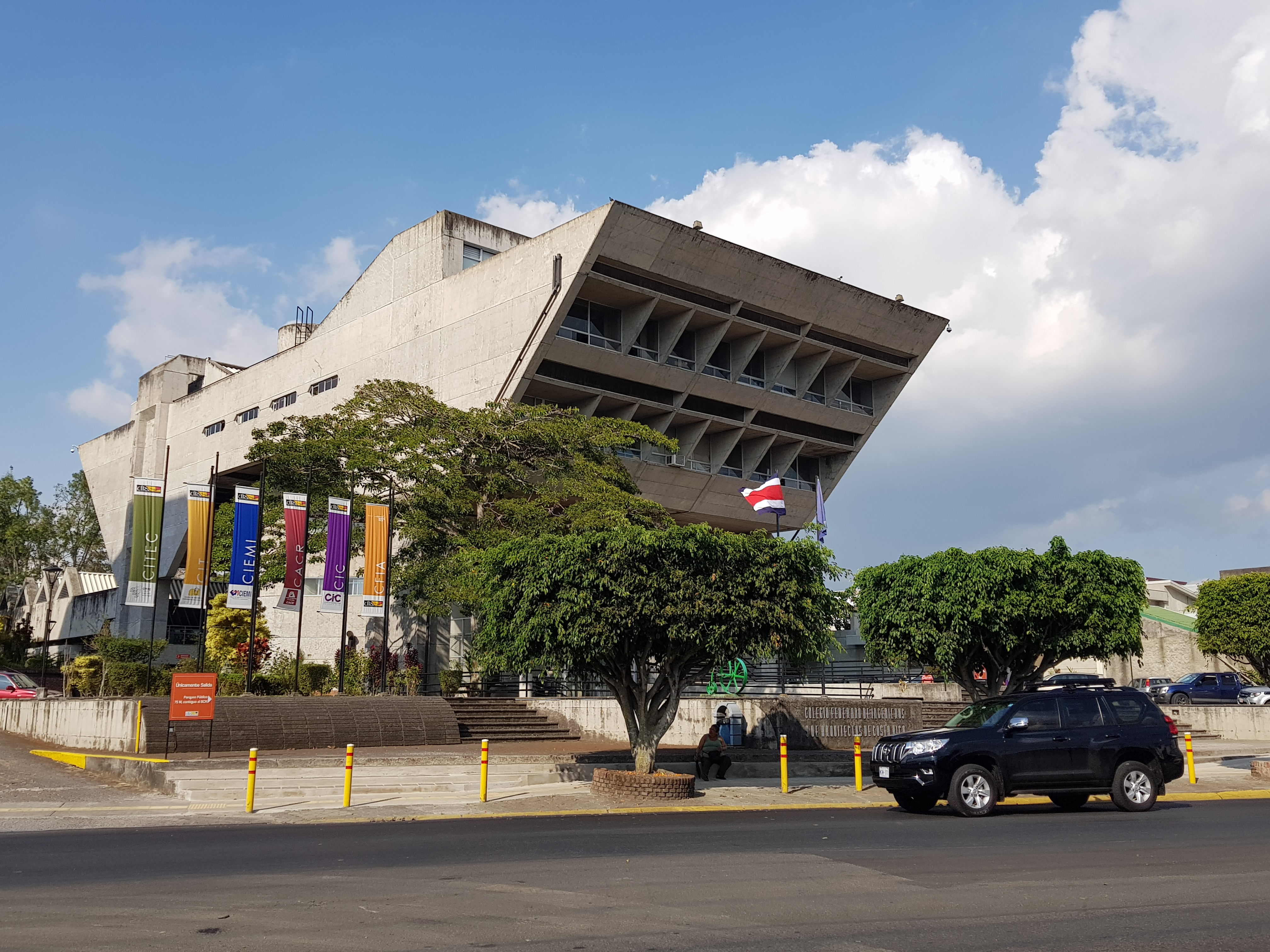
Colegio Federado de Ingenieros y Arquitectos de Costa Rica (1978)

En 1991, se adjudicó el diseño del edificio de oficinas y el auditorio de la Asamblea Legislativa de la República de Costa Rica, aunque la obra nunca se llegó a construir.
En 1994, junto al «Grupo Calicanto» logró el primer premio en la categoría de Restauración y Conservación Arquitectónica de la II Bienal de Arquitectura y Urbanismo en Costa Rica, con el Centro Nacional de la Cultura.
Entre 1975 y 2005, fue profesor catedrático de la Escuela de Arquitectura de la Universidad de Costa Rica.
En 2022, recibió el Premio Nacional de Arquitectura de Costa Rica.

## Estilo
Su formación académica en el extranjero lo ha definido como parte del grupo de arquitectos que "regresaron al país con un nuevo ideario, cuyo lenguaje incorporaron en la arquitectura nacional, deseosos de concretizar sus aportes. Su arquitectura es rica en formas, muy estricta en su función, y con una fuerte interacción con el contexto".
Su marcada tendencia brutalista ha sido descrita como "arquitectura pesante, clara en su función y en su contexto [...] distinguido por tener un cuidado formal y escrupulosa técnica".

## Obras destacadas
- Colegio Federado de Ingenieros y Arquitectos (1978)[5]
- Proyecto Edificio del Banco de Costa Rica en Alajuela (1983)[6]
- Premio del Concurso Nacional para el diseño del Edificio de Oficinas y Auditorio de la Asamblea Legislativa (1991, no construido)
- Centro Nacional de Cultura (1994)